# Chiu Chi-ling

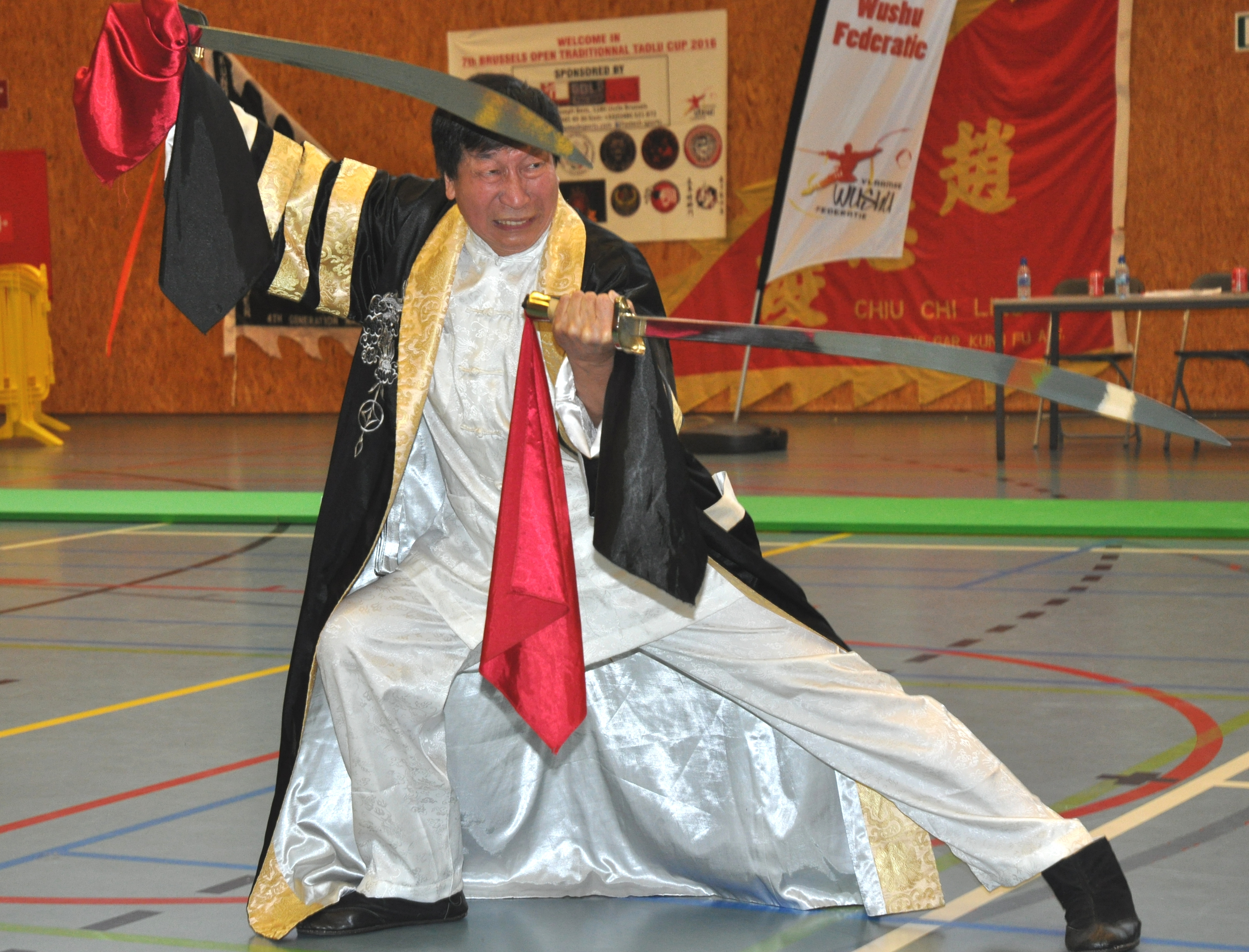
Chiu bei der Formvorführung, 2016

Chiu Chi-ling (chinesisch 趙志凌 / 赵志凌, Pinyin Zhào Zhìlíng, Jyutping Ziu6 Zi3ling4, kantonesisch Chiu Chi Ling; * 20. Januar 1943, Hongkong) ist ein chinesischer Schauspieler und Kampfkunst-Großmeister. Er besitzt den 10. Meistergrad im Hung Gar Kung Fu.

## Leben
Chiu Chi-ling wurde 1943 als jüngster Sohn von Chiu Kow und Chiu Shiu-ying in Hongkong geboren. Sein Vater Chiu Chi-ling war ein Meisterschüler in direkter Abstammung (嫡傳弟子) vom Wong Fei-hungs Schüler Lam Sai Wing (林世榮). Im Alter von sechs Jahren begann er mit der Kung-Fu-Ausbildung unter seinem berühmten Vater. Mit 15 Jahren fing er an, Chiu Kow beim Behandeln von Patienten in dessen Kliniken bzw. Arzt-Praxen zu assistieren. Die Chiu-Familie ist bekannt für ihre Knochenheilkunst (Dit Da, 跌打 diēdǎ). Später half er auch im Unterricht des Hung Gar Kung Fus. Chi-ling hatte in jungen Jahren das Glück, von Mok Gwei-lan, der vierten Frau des in ganz China berühmten Wong Fei-hung, persönlich unterrichtet zu werden. 
In den 70er Jahren, als sein Vater Chiu Kow sich zur Ruhe setzte, übernahm Chiu Chi-ling die Leitung der familieneigene Kung-Fu-Schule (武館 wǔguǎn). 1971 eröffnete Chiu Chi-ling seine eigene Kung-Fu-Schule in Hongkong auf der Nathan Road in Kowloon. Ein Jahr später heiratete er seine Frau Chen Yuk-liang.
Vor der Rückgabe Hongkongs zurück an China 1997 schloss Chiu Chi-ling seine Kung-Fu-Schule und wanderte nach Kalifornien in den Vereinigten Staaten aus.
Heute reist Großmeister Chiu viel umher, um das Hung Gar Kung Fu weltweit bekannt zu machen.

## Filme
Als in den 1970er Jahren ein regelrechter Kung-Fu-Film-Boom aufkam, wurde Chiu Chi-ling immer wieder gefragt, ob er nicht in Filmen mitspielen wolle. Er lehnte die Angebote nicht ab, verzichtete aber stets auf Hauptrollen. Er bevorzugte kleinere Nebenrollen und widmete sich lieber der Arbeit im Hintergrund. Er half in über 70 Filmproduktionen als technischer Berater, Choreograph bei Kung-Fu-Kampfszenen und „Chiropraktiker“ mit und spielte in mehr als 40 Filmen eine Nebenrolle. Zahlreiche Filmschauspieler, unter anderem Jackie Chan, Chow Yun-fat und Stephen Chow, ließen sich von Chiu für Kampfszenen vorbereiten und instruieren. 
Einige der wohl bekanntesten Filme mit Chiu sind Kung Fu Hustle, Die Schlange im Schatten des Adlers zusammen mit Jackie Chan und Duell der sieben Tiger.
Weiter produzierte er ein Lehrvideo zum Kung Fu, das diverse Übungen zum Hung-Gar-Kung-Fu sowie die komplette Tigerkranich-Form zeigt.

## Weitere Informationen
Neben seiner Filmkarriere pflegte Chiu Chi-ling auch eine kurze Laufbahn als Rallye-Fahrer. Dabei trug sein Wagen stets die Nummer „54“, was in buddhistischen Zahlen ausgedrückt, „Langes Leben“" bedeutet.
Weiter leitet Chiu Chi-ling sein eigenes Textilunternehmen „Ling’s Fashion“, welches ausschließlich Kindermode produziert.
Die chinesische Regierung hat für die Olympischen Spiele 2008 eine spezielle Markensammlung mit vielen bekannten Meistern veröffentlicht. Auch Chiu Chi-ling und seinen Schülern und Enkel-Schülern wurde eine Seite gewidmet, zusammen mit anderen berühmten Persönlichkeiten, wie Bruce Lee, Jackie Chan, Jet Li, Kwan Tak-hing, Carter Wong oder Don Wilson.